# Pieśń o Hildebrandzie
Pieśń o Hildebrandzie (niem. Hildebrandslied) – zachowana we fragmentach epicka pieśń bohaterska napisana w języku staro-wysoko-niemieckim (niem. Althochdeutsch), najstarsza zachowana germańska pieśń bohaterska, jeden z najstarszych z zabytków piśmiennictwa i literatury niemieckojęzycznej. Powstanie rękopisu datuje się na pierwszą połowę IX w., najprawdopodobniej między 810 a 840 r. W przekazie ustnym pieśń znana była jednak zapewne dużo wcześniej, na co wskazują akcja utworu, rozgrywająca się ok. V wieku, tj. w okresie wielkiej wędrówki ludów, a także zjawiska leksykalne i gramatyczne wskazujące na różne dialekty, głównie starosaksoński i starobawarski.
Obecnie używany tytuł został nadany w XIX w. przez Jacoba i Wilhelma Grimmów, autorów pierwszej naukowej edycji pieśni. Rękopis utworu przechowywany jest w Bibliotece Uniwersytetu w Kassel.

## Zarys treści
Akcja pieśni rozgrywa się prawdopodobnie w V w., kiedy to po 30 latach do ojczyzny wraca woj Hildebrand, syn Heribranda. Wraz ze swym panem lennym Dytrykiem z Bernu został zmuszony do ucieczki przed Otachrem (Odoakrem) do Hunów i zostawienia w kraju żony i dzieci. Pieśń opisuje kluczowy moment, w którym Hildebrand wraz z wojskiem przekracza granice ojczyzny, na straży których stoi tymczasem dorosły już syn woja, Hadubrand. Po krótkiej wymianie zdań, tenże nie daje wiary, że przed sobą ma własnego ojca, lecz bierze go za „starego Huna”, który podstępem chce zająć jego ziemie, wzywa więc przybysza do walki. Jako że rękopis urywa się już na etapie zawiązania konfliktu, nie znamy dalszego ciągu i zakończenia pieśni. Badacze przyjmują jednak, że w pierwotnej wersji pojedynek kończy się zwycięstwem Hildebranda, który, zmuszony do zmierzenia się z „wệwurt”, feralnym przeznaczeniem, czyni zadość etosowi germańskiego wojownika i dowódcy i zabija własnego potomka.
Pozytywne zakończenie historii znajdziemy w tzw. Młodszej Pieśni o Hildebrandzie. Jej tekst pochodzi najprawdopodobniej z XIII w., a zachowane rękopisy z wieków od XV do XVII. Mamy tu jednak do czynienia z dość swobodną adaptacją, którą dzieli od pierwotnego materiału literackiego nie tylko kilka wieków, ale i zmienione wzorce kulturowe i społeczne, co sprawia, że finał taki wydaje się dla pierwotnej wersji bardzo mało prawdopodobny.

## Forma
Pieśń składa się z 68 wersów aliteracyjnych (niem. Stabreim), charakterystycznych dla poezji starogermańskiej i starowysokoniemieckiej. Obok eposu Heliand (lub Heliant, pol. Zbawiciel) jest to jeden z najważniejszych i najstarszych przykładów na ten typ mowy wiązanej. Inaczej niż w późniejszej poezji wykorzystującej rymy końcowe, w wierszu aliteracyjnych związanie odbywa się poprzez odpowiedni dobór głosek w nagłosie wybranych wyrazów i rytmizację poszczególnych wersów. W Pieśni aliterację dostrzegamy choćby w samych imionach głównych bohaterów, pojawiających się już w trzecim wersie utworu:
Hiltibrant enti Hadubrant untar heriun tuem – (pol. Hildebrand i Hadubrandt między dwoma armiami)

## Rękopis
Tekst Pieśni o Hildebrandzie odnaleziono na zewnętrznych kartach wczesnośredniowiecznego kodeksu o charakterze religijnym (Sapientia Salomonis, Jesus Sirach). Przyjmuje się, że zapisu dokonało dwóch mnichów z klasztoru w Fuldzie, którzy zagospodarowali w ten sposób miejsce niewykorzystane na właściwe teksty kodeksu, samą pieśń, znaną zapewne na pamięć, traktując przy tym jako materiał do wprawki kaligraficznej.
Po II wojnie światowej rękopis pieśni zaginął. Odnaleziono go w USA, a w roku 1972 ponownie połączono go z pierwotnym tomem kodeksu. Obecnie przechowywany jest w Bibliotece Uniwersytetu w Kassel, która udostępnia także jego wersję cyfrową.

## Komentarz historyczny
Przyjmuje się, że pod mianem Dytryka z Bernu, czyli Werony (Bern to staroniemieckie określenie tego miasta), kryje się król Ostrogotów, Teodoryk Wielki, bohater występujący w wielu niemieckich podaniach i legendach, np. w Pieśni o Nibelungach (jako wasal Attyli), zaś Hildebrand jest w niej jego zbrojmistrzem, który zabija pod koniec utworu jedną z głównych postaci – Krymhildę.
Według części badaczy Pieśń o Hildebrandzie jest odbiciem sytuacji bitwy na Polach Katalaunijskich, w której Ostrogoci walczyli po stronie Attyli, zaś ich pobratymcy Wizygoci – Rzymian.

## Przekład polski
Fragment Pieśni o Hildebrandzie przełożył Alfred Tom. Został zamieszczony w książce Mariana Szyrockiego Dzieje literatury niemieckiej. t. 1, PWN, Warszawa 1969.